# 鶴ヶ島市立南中学校
鶴ヶ島市立南中学校（つるがしましりつ みなみちゅうがっこう）は、埼玉県鶴ヶ島市南町一丁目にある公立中学校。1985年4月1日に開校した。
隣りにある鶴ヶ島市立南小学校からほとんどの者が同校に進学する。
こうした中、南小学校と南中学校は隣接している環境メリットを活かし、平成 29（2017）年度か
ら３年間、小中一貫教育推進事業のモデル校として掲げ、市内で最も小中一貫教育の取組が進んでい
ます。
学区は太田ヶ谷、柳戸町、南町、松ヶ丘、鶴ヶ丘である。
全校生徒は現在、200人をきり、190名前後となっている（令和6年度時点）
そのため、現時点での適正規模を下回っているため、令和14（2032年）4月以降に隣の鶴ヶ島市立南小学校と一緒に再編を行い、「鶴ヶ島市立南小中一貫教育校」となり、再編後は小学校の方の校舎を使用し、中学校は、テニスコートや体育館を残して使用するそうです。
https://www.city.tsurugashima.lg.jp/data/doc/1651022959_doc_490_0.pdf

## 学校教育目標
自ら考え判断し、正しい行動のできる生徒 

## 沿革
- 1985年（昭和60年） 
  - 4月1日 - 鶴ヶ島町立南中学校として開校する
  - 7月8日 - 制服制定
  - 8月21日 - 校章決定
  - 10月11日 - PTA発足
  - 11月22日 - 開校記念日制定
- 1986年（昭和61年） 2月20日 - 体育館竣工に伴い、体育館引き渡し式が行われる
- 1987年（昭和62年）10月24日 - 校舎1階を改築し普通教室にする
- 1988年（昭和63年）
  - 8月10日 - 校舎棟増築、鉄筋コンクリート4階建
  - 10月15日 - 旧校舎3階と4階を改修
- 1991年（平成3年）9月1日 - 市制施行により鶴ヶ島市立南中学校になる
- 1993年（平成5年）5月10日 - 体育館南側飲み水場改修
- 1994年（平成6年）4月9日 - グラウンド全面改修、コンピューター室改修
- 1999年（平成11年）3月11日 - コンピューター41台導入
- 2001年（平成13年） 
  - 4月18日 - 埼玉県教育委員会より学校放送利用地区研究協議会協力校として委託を受ける
  - 9月20日 - 校長室、事務室に空調を設備
- 2002年（平成14年）5月18日 - 福祉協力校として指定を受ける
- 2009年（平成21年）4月1日 - 開校25周年を迎え、人文字を作成
- 2014年 （平成26年）4月1日 - 開校30周年を迎える
- 2019年 （平成31年）4月1日 - 開校35周年を迎え、人文字を作成

## 部活動

### 運動部
- サッカー部
- ソフトテニス部（男・女）
- 卓球部
- バスケットボール部（男・女）

### 文化部
- 吹奏楽部
- 総合文化部